# Jean-Alain Mahé
Jean-Alain Mahé est un homme politique vanuatais.

## Biographie
Un temps président de l'Alliance française de Luganville, il entre ensuite en politique et est élu député d'Espiritu Santo au Parlement de Vanuatu aux élections de 1998, avec l'étiquette de l'Union des partis modérés (UPM). En mars 2001, il est nommé ministre des Affaires étrangères dans le gouvernement de coalition d'Edward Natapei. Réélu député en 2002, il est fait ministre des Industries et du Commerce dans le gouvernement reconduit du Premier ministre Natapei, le ministère des Affaires étrangères étant attribué au chef de l'UPM, le vice-Premier ministre Serge Vohor,. À ce poste, Jean-Alain Mahé initie une enquête sur la mauvaise gestion des finances du Conseil de Commercialisation des Produits de Base de Vanuatu (CCPBV), organisme public qui achète le coprah des agriculteurs. L'enquête met en lumière le paiement abusif de primes par le Comité à ses propres employés, contribuant à la faillite de l'organisme et au non-paiement des agriculteurs.
Battu dans sa circonscription aux élections législatives anticipées de 2004, Jean-Alain Mahé est nommé cette même année président de la commission des services publics. À ce poste, il abroge le droit des fonctionnaires de consacrer leur mercredi à une activité sportive, droit qui avait été instauré pour des raisons de santé et pour encourager la perte de poids.
Il meurt à une date entre juin 2011 et mars 2012,.